# Cripple Creek (Colorado)
Cripple Creek (oficiálně The City of Cripple Creek) je okresní a statutární město v okresu Teller County ve státě Colorado, USA. Koncem 19. století se stalo centrem poslední velké zlaté horečky v Coloradu, když zde Robert Miller "Bob" Womack nalezl zlatou rudu. V té době mělo město přes 10 000 obyvatel. K roku 2000 zde bydlelo 1 115 obyvatel.

## Zajímavosti
- O městečku Cripple Creek zpívá Bob Dylan ve své písni Rambling, Gambling Willie.
- Cripple Creek je také známý folkový tradicionál.

## Fotogalerie

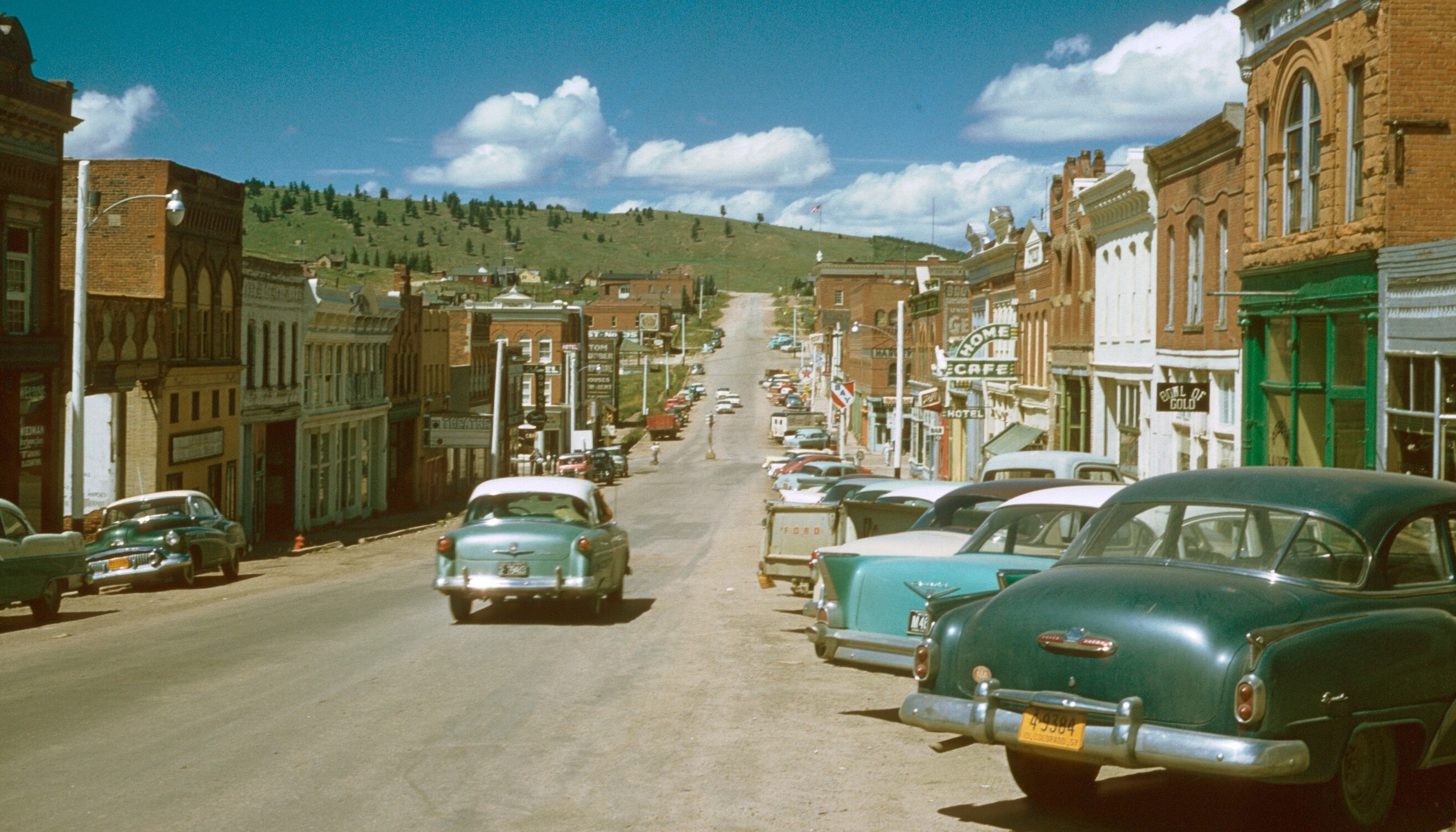
Cripple Creek, 1957
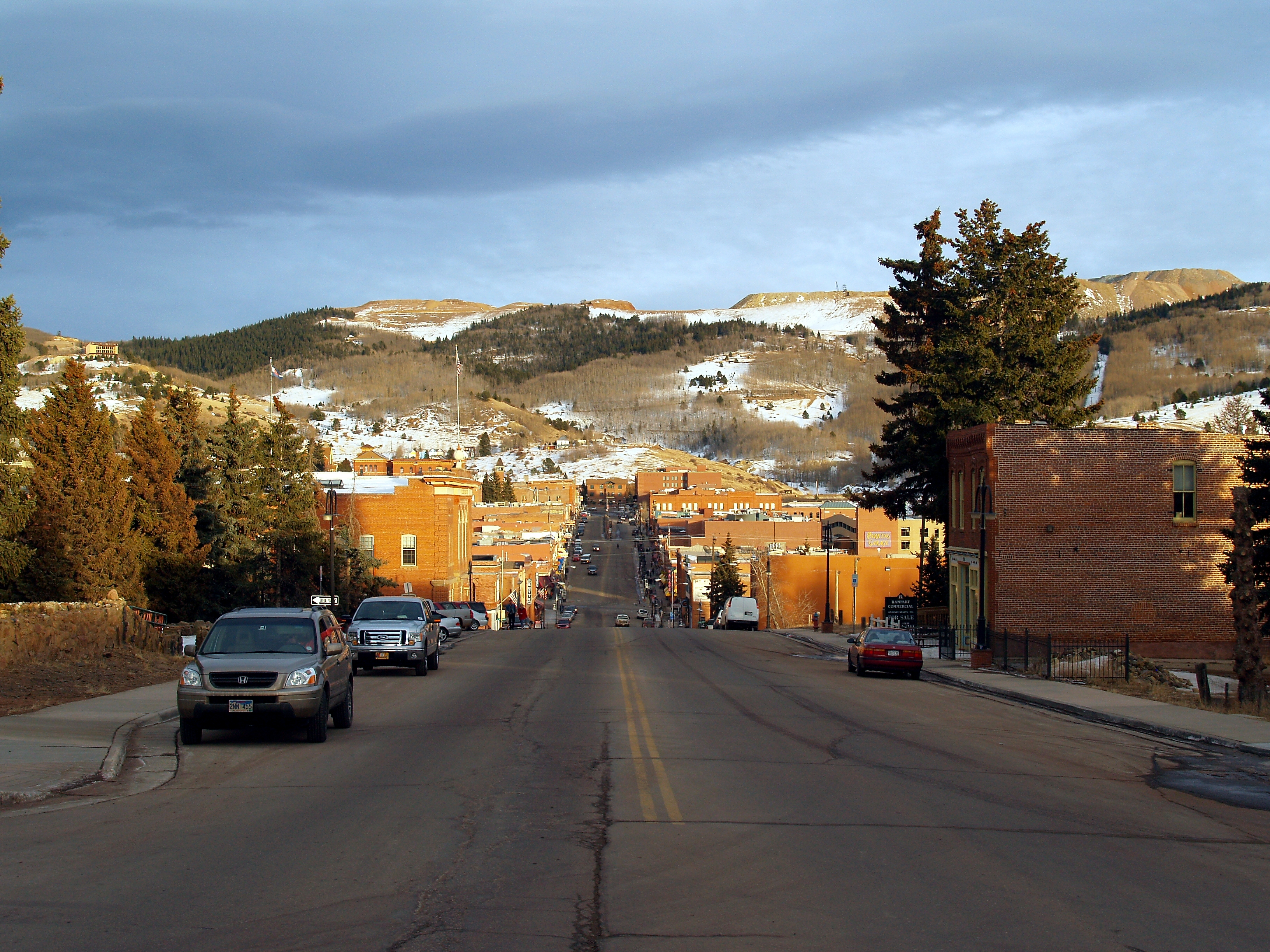
Cripple Creek, 2009
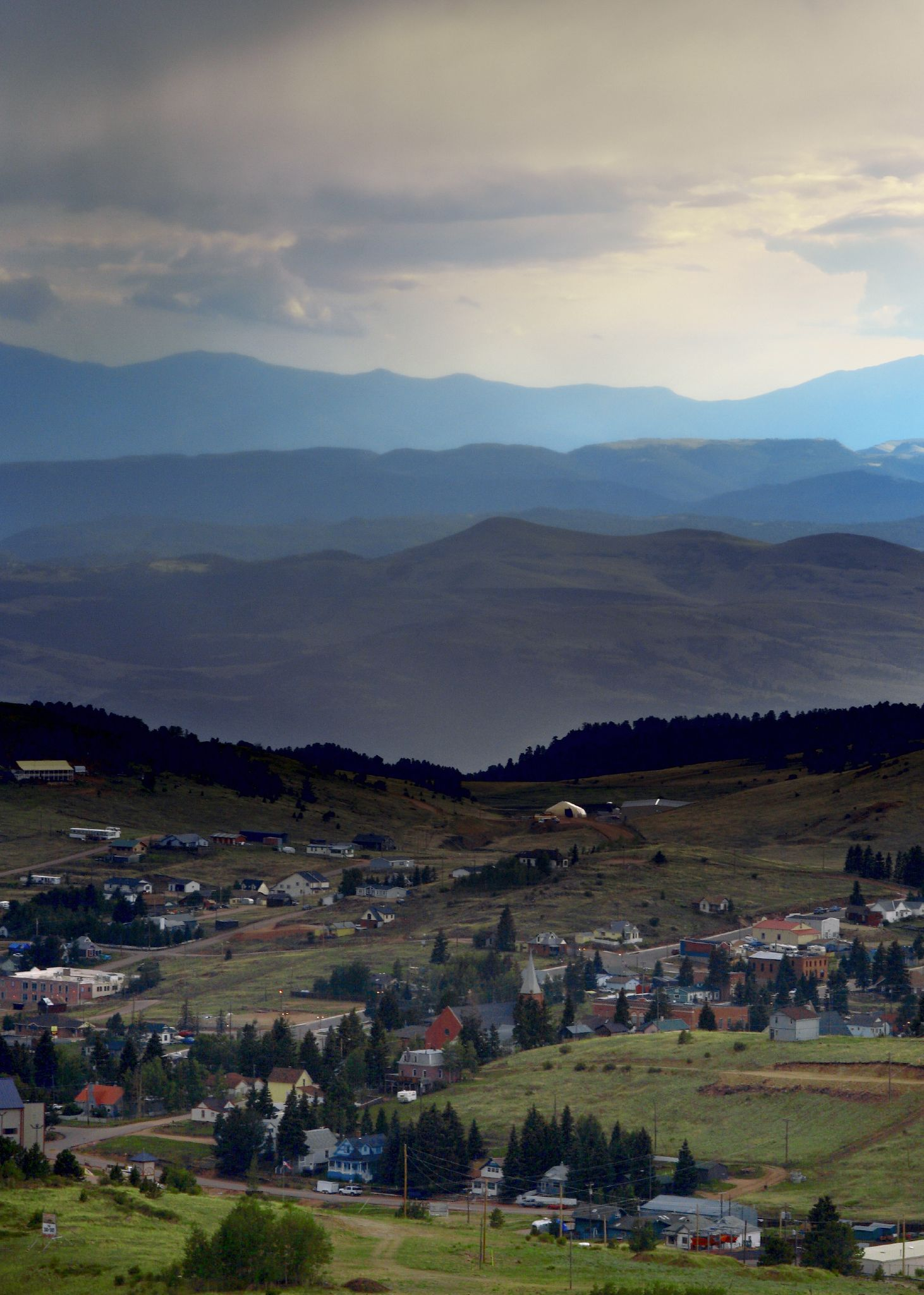
Pohled na Cripple Creek
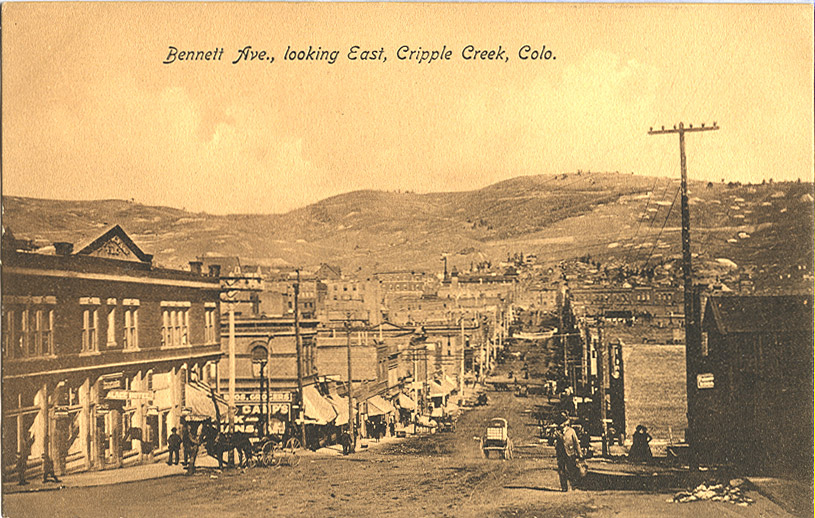
Pohled na Bennett Avenue, začátek 20. století
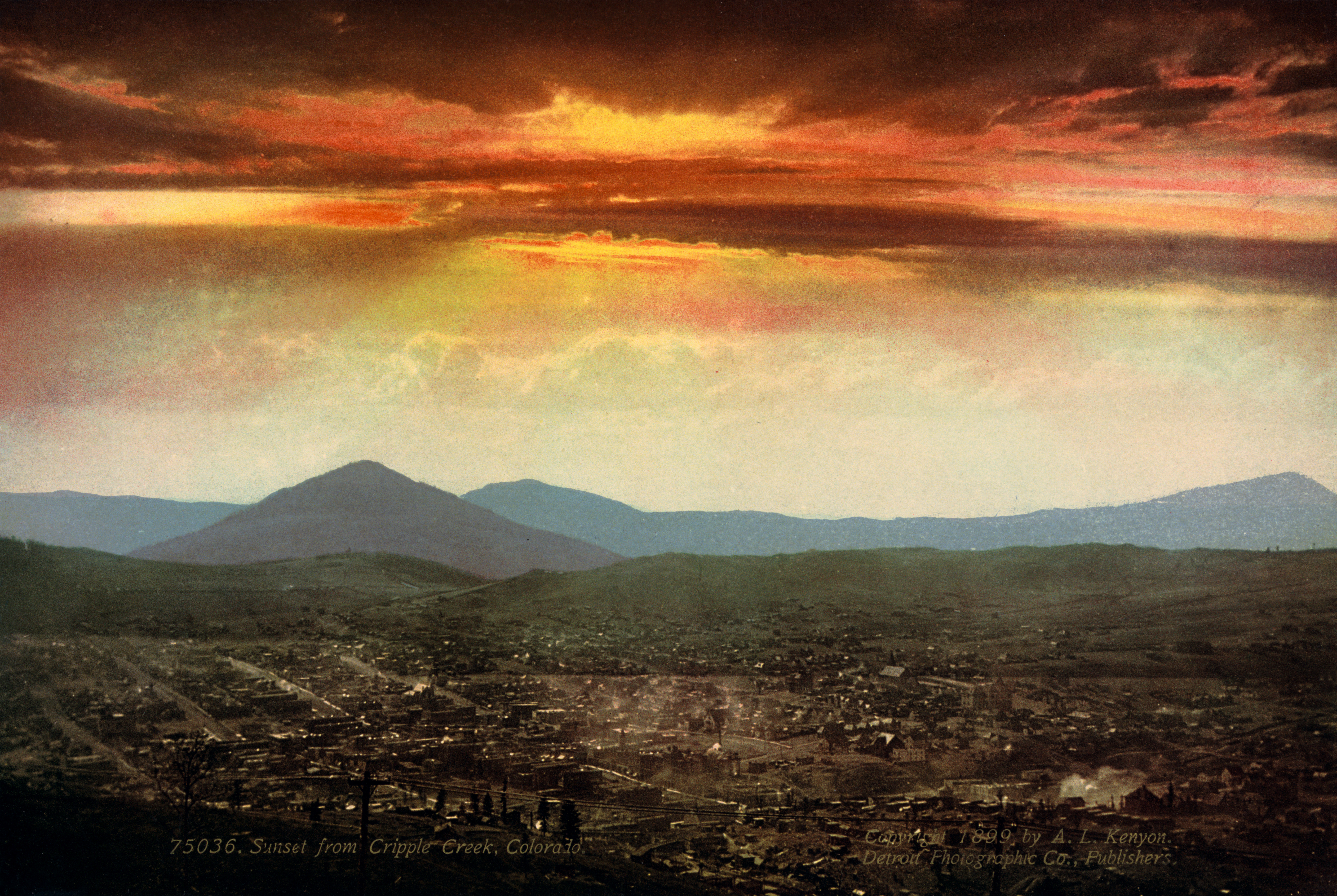
Západ slunce v Cripple Creek v roce 1899. Kuželovitý vrchol vlevo uprostřed je Mt. Pisgah.